# Burg Frankenberg (Helmers)

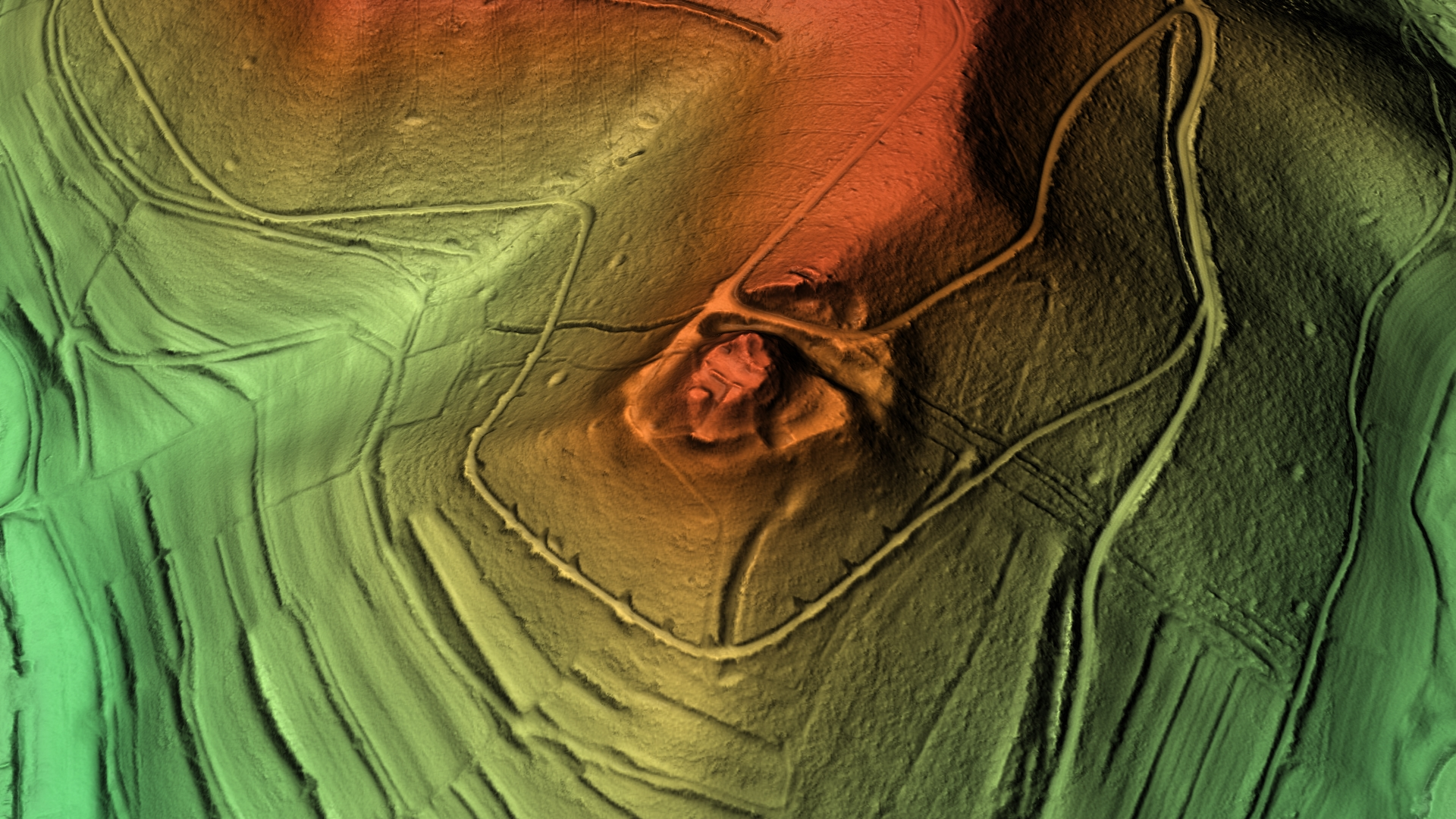
3D-Ansicht des digitalen Geländemodells

Die Burg Frankenberg war eine im Mittelalter errichtete Befestigungsanlage auf dem Schlossberg bei Helmers im Landkreis Schmalkalden-Meiningen in Thüringen.

## Lage
Die baulichen Reste der Spornburg auf 350 m ü. NN befinden sich 500 m nördlich der Ortslage von Helmers im unteren Rosagrund. Die Burg mit einem im Dorf Helmers gelegenen Vorwerk befand sich in der Entstehungszeit an einer bedeutenden Altstraße, die den Werraübergang mit dem Doppelkloster Breitungen zum Ziel hatte und dicht westlich an der Burg Frankenberg vorbeiführte. Im 15. Jahrhundert entstand noch als Schutz der henneberger Amtsgrenze ein ausgedehnter Landwehrzug in der Nähe der Burg, dieser verlief zwischen den Orten Breitungen und Roßdorf. Die auf dem nördlichen Werraufer gelegene Burgruine Todenwarth bildet schon seit dem 14. Jahrhundert den Ausgangspunkt für eine weitere hennebergische Landwehr, die in Richtung des Thüringer Waldes, parallel zum Tal der Schmalkalde verläuft.

## Geschichte
Der Bau der heute in Resten erhaltenen Burg wird in die Zeit um Ende des 11. bis Anfang des 12. Jahrhunderts datiert. Die erste urkundliche Erwähnung stammt aus dem Jahr 1137. Zu jener Zeit befand sich die Burg im Besitz der im gleichen Jahr erstmals erwähnten Herren von Frankenstein. Ob die Burg von den Frankensteinern erbaut wurde, bzw. wie diese in deren Besitz gelangte, ist nicht bekannt. Die Burg diente als Veste zum Schutz der durch das Rosatal verlaufenden Handelsstraße von Frankfurt am Main über Dermbach und Schmalkalden nach Erfurt.
Die ersten gesicherten Nachrichten zum Frankenberger Familienzweig der Frankensteiner wurden 1180 mit Otto beurkundet, der sich auch Otto von Stein (de lapide) nannte. Er und seine Nachfahren nannten sich nach dem Frankenberg. Der von den Frankenbergern eingenommene Herrschaftsbezirk war von geringer Größe und grenzte im Südwesten an die Herrschaft der Grafen von Neidhardtshausen, im Westen und Norden an das Gebiet der Frankensteiner, im Osten und Süden an das Gebiet der Grafen von Henneberg. Die Bedeutung dieser kleinen Herrschaft wuchs mit der Übertragung der Schutzvogtei über das Prämonstratenserkloster in Frauenbreitungen. Die Familie der Burgherren von Frankenberg besaß in der Folgezeit neben dem Stammbesitz im Rosatal auch Splitterbesitzungen im Stillergrund bei Schmalkalden, Altenbreitungen, Breitenbach, Untergrumbach und Fischbach.
Als sich im Ergebnis des Thüringer Erbfolgekrieges die militärischen und politischen Machtverhältnisse in der Region deutlich verschoben hatten, baten die Erben der Ritter Heinrich und Otto von Frankenberg 1278 um die Lehensübernahme durch das Kloster Hersfeld. Schon 1293 war das Geschlecht im Mannesstamm ausgestorben. Daher erhielten die Grafen von Henneberg-Schleusingen mit Einverständnis der Hersfelder Äbte vom Thüringer Landgrafen Albrecht die Burg Frankenberg übergeben. 1301 erfolgte auch die Übergabe der Vogteirechte in Frauenbreitungen an die Henneberger Grafen. Die benachbarte Herrschaft der Frankensteiner war zeitgleich durch einen Kriegszug König Adolfs von Nassau erschüttert und geriet in tiefe Verschuldung. Die Grafen von Henneberg konnten so ihren Herrschaftsraum um einen bedeutenden Teil am Nordrand der Rhön und im mittleren Werratal erweitern. Graf Berthold VII. von Henneberg veranlasste die Bildung des Amtes Frankenberg mit Hinzugabe der Ortschaft Wernshausen.
Um 1360 wurde das Amt Frankenberg als Pfandbesitz ausgewiesen, in rascher Folge wechselten die Pfandbesitzer, die Lehnshoheit über die Burg Frankenberg behielten dabei die Henneberger Grafen, auch nach der Henneberger Teilung des Jahres 1347, als das Gebiet an Graf Johann I. von Henneberg-Schleusingen gelangte. Der letzte adelige Bewohner war Heinz von der Tann; er verstarb 1521 auf der Burg, die bereits im baulichen Verfall war. Die auf der Burg untergebrachten Bediensteten und Amtleute hatten schon vor 1525 die Burg verlassen, daher hatten die bewaffneten Bauern im Frühjahr 1525 keinen Widerstand zu fürchten, als eine Gruppe der Bauern die einstige Festung in Brand steckten. In den folgenden Jahrhunderten hatten Unwetter für weitere Schäden gesorgt, brauchbare Steine wurden von den Bauern abtransportiert. Der mit der Burg verbundene Amtssitz wurde nach der Säkularisation der Klöster nach Frauenbreitungen verlegt, wodurch das Amt seitdem „Amt Frauenbreitungen“ genannt wurde.
Von der Burg blieben bis in das 19. Jahrhundert noch der Bergfried und Teile des Palas erhalten. Die nun als Kulturdenkmal anerkannte Burgruine wurde um die Jahrhundertwende wieder begehbar gemacht und von den Wanderführern als reizvolles Ausflugsziel angepriesen.
In der DDR-Zeit war die Burg fast in Vergessenheit geraten, erst 1983 begann sich in der Gemeinde Helmers wieder eine Gruppe von Heimatschützern um die Ruine zu kümmern, sie gründeten die Interessengemeinschaft Burg Frankenberg. 1988 wurde im Burggelände eine Sondierungsgrabung vorgenommen, um Lage und Ausdehnung der vergangenen Gebäude im Burghof zu erforschen. Die einsturzgefährdeten Mauern wurden gesichert und nahe der Burgruine wurde eine Blockhütte errichtet. In der Folgezeit konnte auch eine Treppe im Turm eingebaut werden.

## Anlage

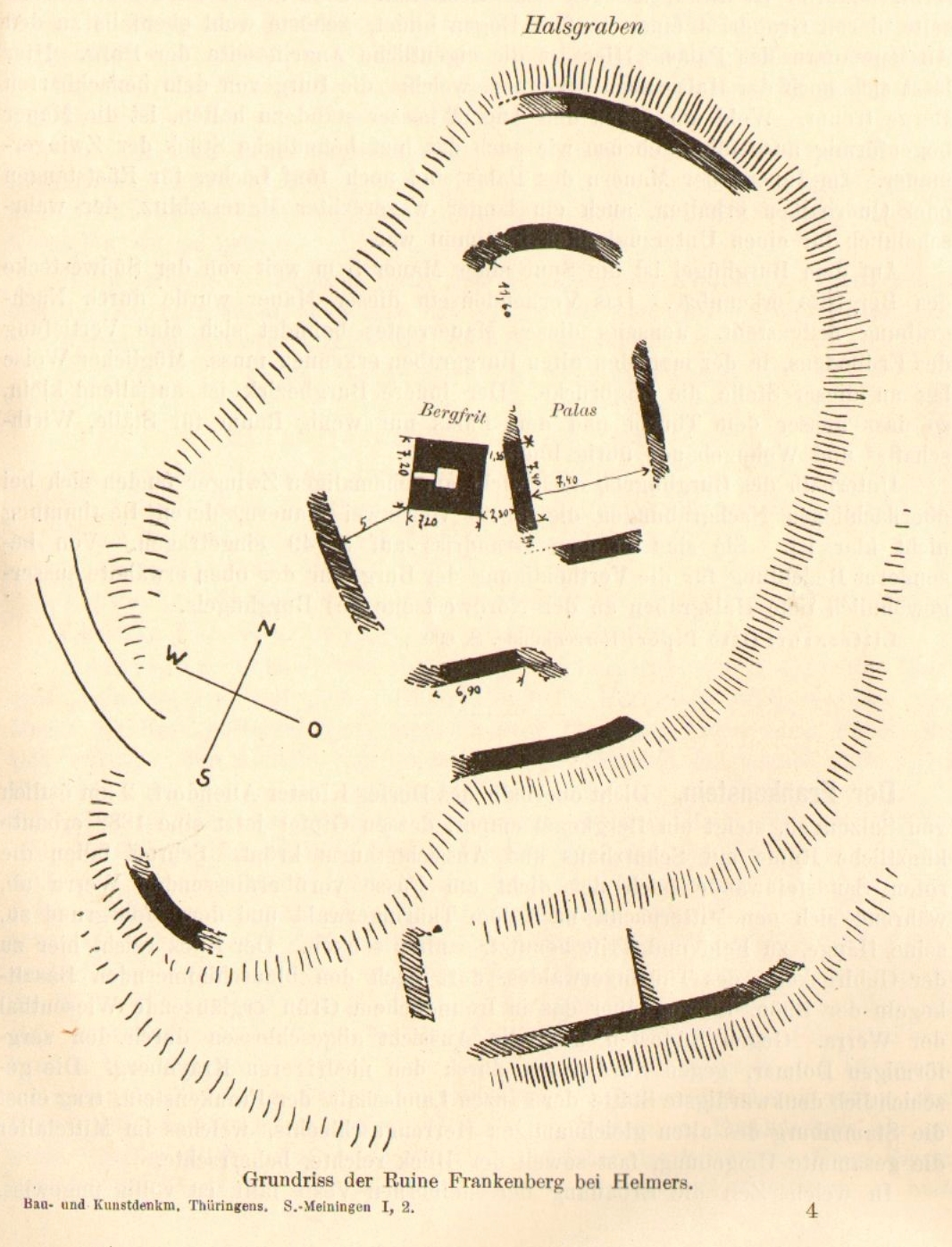
Lageplan zur Burg Frankenberg (um 1900)

Die Burganlage wurde auf dem südlichen Ausläufer des Schlossberges errichtet und war von einem tiefen Halsgraben zum Berg hin abgeriegelt. Die in Steilhanglage erbaute Burg hatte einen dreifachen Mauerring, in der Kernburg überragte der heute noch vorhandene Bergfried einen dicht mit Gebäuden belegten Burghof. Dieser hat einen quadratischen Grundriss von 7,35 m Kantenlänge und besteht im unteren Teil aus großformatigen rötlichen Sandstein-Buckelquadern mit Zangenlöchern, der ursprüngliche Hocheingang ist an der Südwestseite in 11 m Höhe befindlich.
Der etwa 11 m lange Palas lehnt an der Nordostseite des Turmes. Der Palas und weitere Nebengebäude bildeten den Kernbereich der Burg, die vermutlich über einen Torturm erreicht werden konnte. Östlich unterhalb des Bergfrieds befand sich eine eingeebnete Fläche, die den Wirtschaftstrakt der Burg eingenommen hatte, auch dieser Bereich war durch den mittleren Mauerring geschützt. Der äußere Mauerring umgab die Kernburg und einen umlaufenden Graben.

## Heutige Situation und Nutzung
Die Burganlage ist als Bodendenkmal ausgewiesen und hat mit dem 24 m hohen Aussichtsturm eine regionale touristische Bedeutung. An der Burgruine wird seit den 1990er Jahren am Pfingstsonntag ein Burgfest veranstaltet.

## Wundergeschichte
Der Gemahl der Heiligen Elisabeth von Thüringen, Landgraf Ludwig wurde auch nach dem Tode verehrt. Die in diesem Zusammenhang gesammelten Wundertaten und Legenden sollten dessen Heiligsprechung unterstützen. In den Chroniken des Wigand Gerstenberg von Frankenberg (1457–1522) wird eine umfangreiche Liste solcher Wundergeschichten berichtet, die dem Landgrafen zugeschrieben wurden. So soll sich am 12. August 1293 auf der Burg Frankenberg bei Helmers das folgende Wunder ereignet haben:
„Ein einfacher Bauer aus Schwallungen hatte bei Feldarbeiten einen Schatz gefunden. Der Grundherr geriet darüber mit dem Bauern in Streit und verlangte die Herausgabe des Schatzes. Der Richter verurteilte den Bauern zur Kerkerhaft. Der Bauer verschwand auf der Burg Frankenberg in einem vergitterten Raum hinter Schloss und Riegel. Er fühlte sich unschuldig und rief in seiner Verzweifelung den Landgrafen Ludwig als Nothelfer an. Er betete und legte vor Gott ein Gelübde ab. Da geschah ein Wunder, die Kerkertür öffnete sich und auch den Weg aus der Burg fand der Bauer mit Gottes Hilfe unbehelligt, er war wieder frei. Zum Dank erfüllte er alle Verpflichtungen, besuchte das Grab Ludwigs, lobte und verehrte den verstorbenen Landgrafen zeitlebens für seine Befreiung.“